# Гимназија Пирот
Гимназија Пирот је општеобразовна установа, која својим ученицима пружа четворогодишње образовање, и једина је гимназија у Пироту. Основана је 1879. године. Зграда гимназије представља непокретно културно добро као споменик културе.
Сада је то модерна школа, чији се ученици могу школовати у три образовна профила (смера). Школа је, такође, изузетно активна у међународној сарадњи са другим школама сличног типа.

## Историјат
Гимназија у Пироту основана је 1879. године и њене прве просторије биле су у данашњој старој згради основне школе „Вук Караџић“ у Пироту. Данашња зграда Гимназије почела је да се гради 1904. године, а користи се од 1907. године. Пре гимназије у Пироту је 1878. основана Трговачко-занатлијска школа која је већ 1879. престала да постоји настанком гимназије.
Од 1987. године Гимназија је носила назив „Предраг Костић“. Садашњи назив, Гимназија Пирот, школа је добила решењем Министарства просвете Републике Србије 1994. године.
Професори Гимназије Пирот били су неки од истакнутих српских писаца: Стеван Сремац, Радоје Домановић и Јаша Продановић. 

## Организација наставе
Од школске 2006/2007. године, настава у Гимназији Пирот организована је у три образовна профила (смера), а то су: друштвено-језички, природно-математички и информатички смер.
На друштвено-језичком смеру ученици могу да стекну основна знања из језика и области друштвених наука, и тиме се припремити за многобројне факултете на којима се ове науке изучавају.
На природно-математичком смеру, ученици се, кроз изучавање природних наука, математике и информатике, спремају за техничке и факултете на којима се изучавају природне и математичке науке.

## Ваннаставне активности у школи
Гимназија у Пироту има развијен велики број ваннаставних активности. Школа негује међународну сарадњу са многим иностраним школама, поготово са интернационалном школом Massillon из француског града Клермон Ферана, кроз пројекат „Креће се лађа француска“ (Le navire français avance).
Од новембра 2009. године школа сарађује и са Средњом школом 644 Приморског округа Санкт-Петербурга у Русији. Нови пројекат носи назив „Душа словенска“.
Такође, велики број ученика школе су чланови школског хора, који учествује на свим школским и приредбама које организује општина Пирот, као и друге институције у граду.